# Polygonarea lawrencei
Polygonarea lawrencei är en mångfotingart som beskrevs av Karl Wilhelm Verhoeff 1938. Polygonarea lawrencei ingår i släktet Polygonarea och familjen storjordkrypare. Inga underarter finns listade i Catalogue of Life.